# 澤井弘行
澤井 弘行（さわい ひろゆき、1938年2月21日 - ）は、日本の経営者。沢井製薬社長を務めた。

## 経歴
大阪府出身。1963年に大阪大学薬学部を経て、1966年に大阪大学院修士課程を修了し、1963年に沢井製薬に入社。1968年に常務に就任し、1978年に専務を経て、1988年9月に社長に就任。2008年6月に会長に就任。
2014年11月に旭日中綬章を受章。